# Saronno Foot-Ball Club 1934-1935
Questa pagina raccoglie le informazioni riguardanti il Saronno Foot-Ball Club nelle competizioni ufficiali della stagione 1934-1935.

## Stagione
Nella stagione 1934-1935 il Saronno ha disputato il girone B del campionato a 14 squadre di Prima Divisione. Con 20 punti in classifica si è piazzato in nona posizione.
Al termine della stagione il Saronno, retrocesso in Prima Divisione, rinuncia ad iscriversi al campionato.

## Rosa
| N. |                   | Ruolo | Calciatore          |
| -- | ----------------- | ----- | ------------------- |
|    | Italia (bandiera) | P     | Mario Losi          |
|    | Italia (bandiera) | D     | Enrico Boniforti    |
|    | Italia (bandiera) | D     | Vittorino Colombo   |
|    | Italia (bandiera) | D     | Mario Giannoni      |
|    | Italia (bandiera) | D     | Francesco Morellini |
|    | Italia (bandiera) | D     | Enrico Renoldi      |
|    | Italia (bandiera) | D     | Livio Semelli       |
|    | Italia (bandiera) | C     | Aldo Ducceschi      |
|    | Italia (bandiera) | C     | Santo Lercini       |

| N. |                   | Ruolo | Calciatore         |
| -- | ----------------- | ----- | ------------------ |
|    | Italia (bandiera) | C     | Mario Medici       |
|    | Italia (bandiera) | C     | Cesare Radice      |
|    | Italia (bandiera) | C     | Santino Scorti     |
|    | Italia (bandiera) | A     | Luigi Cassaghi     |
|    | Italia (bandiera) | A     | Giuseppe Colombo   |
|    | Italia (bandiera) | A     | Galimberti         |
|    | Italia (bandiera) | A     | Angelo Moltrasio   |
|    | Italia (bandiera) | A     | Domenico Morellini |
|    | Italia (bandiera) | A     | Felice Renoldi     |